# Plutomurus ortobalaganensis
Plutomurus ortobalaganensis — вид колембол родини Tomoceridae.

## Назва
Видова назва P. ortobalaganensis дана по назві урочища Орто-Балаган, в якому знаходиться вхід до печери, де був знайдений вид.

## Поширення
Ендемік Грузії. Знайдений у 2010 році у печері Крубера в Абхазії. Виявлений на глибині 1980 м. Таким чином вид є найглибшою наземною твариною, коли-небудь знайденою на Землі.

## Опис
Тіло завдовжки 3,8 мм. Забарвлення тіла сіре. Очей немає, але є залишкові очні пігментні плями. Комаха має шкірне дихання. Антени виконують функцію хімічних детекторів. Ймовірно, цей вид живиться грибками і органікою, що розкладається.